# Hardeol
Hardeol je hora vysoká 7 151 m n. m. nacházející se v pohoří Himálaj v Indickém státě Uttarákhand. Vrchol leží v Národním parku Nandá Déví. Tirsuli se svými vrcholy Tirsuli I a Tirsuli II se nachází severně od Hardeolu.

## Prvovýstup
Prvovýstup provedla 31. května 1978 expedice složená z indické a tibetské pohraniční policie.